# Trichomalopsis dubia
Trichomalopsis dubia är en stekelart som först beskrevs av William Harris Ashmead 1896.  Trichomalopsis dubia ingår i släktet Trichomalopsis och familjen puppglanssteklar. Inga underarter finns listade i Catalogue of Life.